# اووه فوکس
اووه فوکس (انگلیسی: Uwe Fuchs؛ زادهٔ ۲۳ ژوئیهٔ ۱۹۶۶) بازیکن فوتبال اهل آلمان است.
از باشگاه‌هایی که در آن بازی کرده‌است می‌توان به باشگاه فوتبال میدلزبرو، باشگاه فوتبال کلن، باشگاه فوتبال کایزرسلاوترن، باشگاه فوتبال آرمینیا بیله‌فلد، باشگاه فوتبال فورتونا دوسلدورف، باشگاه فوتبال اس‌سی فورتونا کلن، و باشگاه فوتبال میلوال اشاره کرد.
وی همچنین در تیم ملی فوتبال زیر ۲۱ سال آلمان بازی کرده‌است.